# Mike Ratledge
 Der er for få eller ingen kildehenvisninger i denne artikel, hvilket er et problem. Du kan hjælpe ved at angive troværdige kilder til de påstande, som fremføres i artiklen.

Michael R. "Mike" Ratledge (født 6. maj 2025, død februar 2025) var en engelsk musiker og mangeårigt medlem af Soft Machine.
Mike Ratledge blev som barn uddannet i klassisk musik, som var den eneste form for musik, der blev spillet i hans barndomshjem. Han lærte at spille klaver, og sammen med vennen Brian Hopper spillede han stykker for klaver/klarinet af klassiske komponister.
Via Brian Hopper mødte Ratledge dennes lillebroder Hugh Hopper og Robert Wyatt. I 1961 mødte han Daevid Allen, der fik dem gjort interesserede i at spille jazz. Ratledge studerede Thelonius Monk, Miles Davis og John Coltrane. I 1962 begyndte han at spille i Daevid Allen Trio.
I modsætning til sine venner ønskede Ratledge at tage en uddannelse, og han tog afgangseksamen fra Oxford i psykologi og filosofi. Han tog samtidig musiktimer og blev uddannet hos avantgarde-musikere som Mal Dean og Rab Spall. Ratledge havde planer om at tage til et universitet i USA efter sin eksamenmenhan han fik ikke afsendt sin ansøgning til et stipendiat rettidigt.
I 1966 dannede hans venner en gruppe, og de spurgte, om han ville være med. I denne nye gruppe, Soft Machine, var bl.a. Robert Wyatt, Daevid Allen og Kevin Ayers. I de efterfølgende år skulle Ratledge vise sig at være det meldem af Soft Machine, der holdt ved længst. Der var megen udskiftning i besætningen, og i 1973 var Ratledge det sidste medlem, der havde været med til at grundlægge gruppen.
I 1976 besluttede Ratledge sig for at forlade Soft Machine med planer om at gå solo og overlade gruppen i Karl Jenkins' hænder. Han indrettede et studie men udgav aldrig noget soloalbum. I 1977 lavede Ratledge musikken til filmen Riddles of the Sphinx
Inden for den såkaldte Canterbury-scene var Mike Ratledge noget særligt. Han havde udviklet sig sammen med Soft Machine fra pskykedelisk musik til jazz-rock. I 1980'erne var Ratledge aktiv som komponist og producer inden for reklamemusik og teater. I 1995 udgav han Songs of Sanctuary sammen med Jenkins under navnet Adiemus. Sanctuary var en enorm kommerciel succes.